# Carlo Simonelli
Carlo Simonelli (* 22. September 1938 in Chur) ist ein Ländlermusikant aus dem Schweizer Kanton Graubünden. 1955, während seiner Elektrikerlehre, mietete er ein Akkordeon und brachte sich das Musizieren selbst bei. Mit seinem Bruder Sepp und dem Klarinettisten Arno Caflisch bildete er damals die Ländlerkapelle Gebrüder Simonelli, die eine wichtige Einnahmequelle für die Familie war. 1957 konnte sich Carlo ein eigenes Instrument kaufen, und die beiden Brüder leiteten eine Ländlerkapelle Seestern. Nach zahlreichen musikalischen Stationen kam es 1969 in Celerina zur Gründung der Engadiner Ländlerfründa, die noch heute unter der Leitung Simonellis auftreten. Seine wohl bekannteste Eigenkomposition ist ein Schottisch mit dem Titel Im Felsaschuss.